# Enlil
Enlil (en sumérien),  ʿĒllil (en akkadien), est l'un des dieux principaux de la religion mésopotamienne antique. Peut-être à l'origine une divinité liée au vent, il est considéré durant la seconde moitié du IIIe millénaire av. J.-C. et une majeure partie du IIe millénaire av. J.-C. comme le roi des dieux, divinité suprême du panthéon mésopotamien. C'est lui qui par ses décisions attribue la suprématie aux rois humains, qui lui accordent donc une place de choix dans leurs offrandes et leurs inscriptions commémoratives. Enlil n'est que rarement le personnage principal des mythes, mais il y joue souvent un rôle important en tant que chef des dieux. La ville où se trouve le grand temple d'Enlil, Nippur, en a tiré un grand prestige religieux et culturel, sans jamais être elle-même l'origine d'une dynastie puissante.

## Origines et fonctions
Le nom sumérien d'Enlil est constitué des termes « Seigneur » (en) et « Air »/« Vent »/« Souffle » (líl). Si on suit cette étymologie, Enlil serait à l'origine une divinité liée au vent, peut-être au vent du printemps qui assure le retour de la végétation. De là découlerait aussi l'aspect colérique, impétueux et parfois sombre qu'a parfois ce dieu dans la mythologie. Le terme LÍL peut en fait être compris comme l'atmosphère, espace entre le ciel et la surface de la terre, suivant la cosmologie sumérienne qui attribue le Ciel (an) comme résidence au dieu Anu, le monde inférieur (ki, plus précisément l'Apsû, monde des eaux souterraines) comme résidence du dieu Enki, laissant donc ce qui est entre les deux au dieu Enlil, c'est-à-dire l'espace des humains (ce qui serait alors lié à sa fonction de divinité suprême).
Mais comme souvent avec les divinités sumériennes cette interprétation est peut-être venue tardivement dans le développement de cette figure divine, et plusieurs chercheurs ont dernièrement rejeté l'idée que ce dieu soit lié à l'origine au vent mais plutôt une divinité universelle sans attribut ni lieu d'attache spécifique. L'identification du sens du terme líl est assez incertaine puisqu'il peut signifier d'autres choses. Les liens d'Enlil avec le vent sont impossibles à déterminer avec certitude, puisque la colère de plusieurs dieux est comparée à des vents violents sans que le vent ne soit leur attribut. La question de l'origine d'Enlil est donc très incertaine, d'autant plus qu'il n'est pas forcément originaire de la ville où se trouve son lieu de culte principal, Nippur, dont le véritable dieu tutélaire serait Ninurta qui est plus attesté dans les serments prêtés dans cette ville aux périodes archaïques, ce qui est couramment un moyen de repérer la divinité tutélaire d'une ville. 
Les plus anciennes attestations du nom d'Enlil écrit en cunéiforme n'utilisent pas la variante en.líl, mais plutôt en.é, ce qui signifierait littéralement « Maître de la maison ». Une origine sémitique a pu être proposée, sur la base du nom courant du dieu en pays sémitique, Ellil : dans ce cas son nom pourrait être formé par le dédoublement du terme signifiant dieu (ilu, donnant illilu ou ilili, « Dieu des dieux » ?) ce qui renforcerait l'idée d'une origine en tant que dieu universel et souverain ; mais si on garde l'opinion la plus courante qui veut que son nom soit sumérien, alors la forme Ellil n'est que sa sémitisation (par assimilation du n au l, ce qui est très courant en akkadien).
Finalement, quelles que soient ses origines Enlil a acquis au cours du temps comme d'autres divinités un caractère composite, et plusieurs fonctions. Dans le Chant de la houe, qui lui attribue la création de cet objet (donc une fonction agricole ?), il sépare le Ciel de la Terre, acte créateur du Monde d'après les cosmogonies mésopotamiennes. Il a donc des aspects créateurs et démiurgiques, et également fécondateurs dans les mythes relatant son union et son accouplement avec une déesse (Enlil et Ninlil et Enlil et Sud). Un texte isolé le présente également comme un marchand. Enlil est souvent surnommé « Grande montagne », tandis que son temple à Nippur s'appelle « Maison-Montagne », ce qui peut impliquer un lien avec les montagnes, notamment celles du Zagros situées à l'est de Sumer. Mais finalement, Enlil apparaît avant tout comme une divinité suprême, le roi des dieux.

## Famille et cercle divin
Enlil est considéré comme le fils du dieu An, figure patriarcale du panthéon mésopotamien. Il est le frère du dieu Enki/Ea, qui est parfois appelé, en référence à son grand frère, Enlil-banda « Jeune Enlil ». Son épouse principale est la déesse Ninlil, aussi appelée Sud. Leur relation a fait l'objet de mythes en sumérien, Enlil et Ninlil et le Mariage de Sud. On lui connaît des épouses secondaires, Shu-zi-ana et En-zi-kalama. Sa progéniture comprend le dieu Ninurta, Ningirsu qui est souvent assimilé au précédent, le dieu lunaire Nanna/Sîn, le dieu solaire Utu/Shamash, le dieu de l'orage Ishkur/Adad, ainsi que le dieu infernal Nergal, le dieu de la lumière Nusku, qui tient également le rôle de vizir d'Enlil, et d'autres tels que Pabilsag, Urash et Zababa, et dans une tradition la déesse Inana/Ishtar. De cette parenté et de sa position patriarcale vient l'une des épithètes des plus courantes d'Enlil, celle de « Père des dieux »,.

## Le roi des dieux, le dieu de la royauté
Enlil apparaît avant tout dans les textes comme la divinité souveraine suprême, dirigeant le monde divin et celui des humains à la surface de la Terre. Roi des dieux, il exerce par extension son autorité sur l'ensemble de l'existence. Il est accompagné du dieu Anu, généralement présenté comme son père et maître du Ciel, ainsi que de son frère Enki, seigneur du monde souterrain de l'Abîme, qui occupe cependant une position subalterne. Selon Jean Bottéro, ce dernier fait figure de conseiller d'Enlil. Ces trois divinités forment la « triade » du panthéon mésopotamien telle qu'elle est connue pour la période de 2500 à 1100 av. J.-C.
Un bel Hymne à Enlil (ou Enlil dans l'Ekur, car il célèbre le dieu et son sanctuaire) en sumérien, décrit les fonctions et la place d'Enlil dans le cosmos, en commençant par son rôle de souverain et de maître des destinées :

« Enlil ! son autorité porte loin, sa parole est sublime et sainte ! Ce qu'il décide est imprescriptible : il assigne à jamais les destinées des êtres ! Ses yeux scrutent la terre entière, et son éclat pénètre au fin fond du pays ! Lorsque le vénérable Enlil s'installe en majesté sur son trône sacré et sublime, lorsqu'il exerce à la perfection ses pouvoirs de Seigneur et de Roi, spontanément les autres dieux se prosternent devant lui et obéissent sans discuter à ses ordre ! Il est le grand et puissant souverain, qui domine le Ciel et la Terre, qui sait tout et comprend tout !. »

— Hymne à Enlil, l. 1-12.
De façon originale et intéressante, l’Hymne à Enlil explique ensuite que le monde tel qu'il est n'existerait pas en l'absence de cette divinité suprême car il serait désordonné, n'aurait aucun des cadres nécessaires à l'épanouissement de la civilisation :

« Sans Enlil la Grande-Montagne, aucune ville n'aurait été construite, aucun habitat n'aurait été érigé ; aucun enclos à bétail n'aurait été construit, aucune bergerie n'aurait été établie ; aucun roi n'aurait été élevé, aucun seigneur ne serait né ; aucun grand-prêtre ou grande-prêtresse n'accomplirait l'extispicine ; les soldats n'auraient pas de généraux ou capitaines. »

— Hymne à Enlil, l. 109-114.
Plus loin encore c'est la puissance de la parole du dieu (donc de ses décisions) qui est louée :

« Tu es, ô Enlil, un seigneur, un dieu, un roi. Tu es le juge qui prend les décisions pour le ciel et la terre. Ta parole élevée est lourde comme le ciel, et il n'y a personne qui puisse la soulever. Les dieux Annuna [...] à ta parole. Ta parole est lourde au ciel, une fondation sur la terre […]. Quand elle concerne les cieux, elle apporte l'abondance : l'abondance va se déverser depuis les cieux. Quand elle concerne la terre, elle apporte la prospérité : la terre produira la prospérité. »

— Hymne à Enlil, l. 139-149.
La primauté dans le monde divin est l'élément le plus caractéristique d'Enlil dans les textes mythologiques, où il est rarement le personnage principal mais joue toujours un rôle en tant que roi des dieux. Plusieurs récits évoquent les voyages qu'effectuent d'autres dieux sumériens (Enki, Nanna et Pabilsag) qui viennent rendre visité à Enlil dans sa ville de Nippur pour lui rendre hommage, récits qui sont peut-être liés à des rituels ayant effectivement lieu,. Paradoxalement, l'un des seuls mythes dont il est l'acteur principal, l'atypique Enlil et Ninlil, souligne les limites de son pouvoir : il viole la déesse Ninlil, et se retrouve condamné à l'exil par les autres dieux en raison de son pêché qui le frappe d'impureté (sans remettre en cause sa primauté). On a souvent souligné son caractère particulièrement impétueux voire violent dans ces mythes. Dans les différentes versions du Déluge mésopotamien (Atrahasis, « Genèse d'Eridu », Épopée de Gilgamesh) il déclenche le fléau qui supprime quasiment tous les humains. Mais à l'inverse d'autres textes non mythologiques (hymnes et prières) mettent en avant son aspect bienveillant. Enlil est en fait le propriétaire des tablettes de la destinées grâce auxquelles il préside aux destinées du monde. Le Mythe d'Anzû relate comment le démon Anzû a dérobé ces tablettes à Enlil alors qu'il se baignait, et comment Ninurta réussit à le vaincre pour les restituer à leur propriétaire.
La position dominante d'Enlil se retrouve dans les textes officiels dès l'époque des dynasties archaïques, comme à Lagash : ainsi l'inscription du cône d'En-metena (v. 2400 av. J.-C.), évoquant le triomphe de Lagash sur sa rivale Umma, la transpose en terme théologiques comme la victoire du grand dieu de la première, Ningirsu, mais fait clairement de celui-ci le subordonné d'Enlil, qui tranche en dernier lieu les conflits entre les cités (donc les dieux) du pays de Sumer :

« Enlil, roi de tous les pays, Père de tous les dieux, en son décret inébranlable, avait délimité la frontière entre Ningirsu (le dieu de Lagash) et Shara (le dieu d'Umma). Mesilim, roi de Kish, la traça sous l'inspiration du dieu Ishtaran et érigea une stèle en ce lieu. Mais Ush, l'ensi d'Umma, violant à la fois la décision divine et la promesse humaine, arracha la stèle de la frontière et pénétra dans (le district de) la Plaine de Lagash. Alors Ningirsu, le champion d'Enlil, suivant la prescription de ce dernier, déclara la guerre aux gens d'Umma. Sur l'ordre d'Enlil, il jeta sur eux le Grand Filet et établit dans (le district de) la Plaine les tumuli funéraires (honorant ses morts). »

— Extrait du cône d'En-metena.
Enlil peut avoir un rôle bénéfique pour les humains ou bien châtier ceux qui lui ont déplu. Cela explique son aspect destructeur : dans le récit de la Malédiction d'Akkad, il se venge de l'impiété du roi Naram-Sîn d'Akkad qui a détruit son grand temple l'Ekur en envoyant contre lui les hordes de barbares Gutis qui détruisent son royaume :

« Enlil, la tornade rugissante qui subjugue le pays entier, le déluge ascendant qui ne peut être affronté, songea à ce qui devait être détruit en retour du saccage de son bien-aimé Ekur […]. Enlil fit sortir des montagnes ceux qui ne ressemblent à aucun autre peuple, qui ne font pas partie du Pays (de Sumer), les Gutis, un peuple qui n'a pas de morale, qui a un esprit humain mais des instincts canins et des traits simiesques. Comme des oiseaux ils ont fondu sur le sol en grandes nuées. À cause d'Enlil, ils ont étendu leurs bras sur la plaine comme un filet pour animaux. Rien n'échappait à leur étreinte, personne ne se soustrayait à leur prise. »

— Malédiction d'Akkad, version paléo-babylonienne, l. 149-161.
Pareillement, la Lamentation sur la chute de Sumer et d'Ur explique la fin de la Troisième dynastie d'Ur par la perte de l'appui d'Enlil. Ce dieu préside donc aux destinées de l'humanité, et plus précisément des royaumes qui suivant l'idéologie mésopotamienne exercent leur suprématie durant une période donnée. Il donne et retire aux rois le pouvoir de diriger, et c'est pour cela qu'il est particulièrement important dans l'idéologie royale mésopotamienne, ce qui lui vaut de figurer aux premiers rangs dans les inscriptions commémorant les accomplissements cultuels des rois (constructions de temples et offrandes).
Le pouvoir suprême d'Enlil est tellement attaché à sa personne que les Mésopotamiens ont construit un terme à partir du nom du dieu pour le désigner : ellilūtu (ou illilūtu, et ellilatu quand il s'agit d'une déesse). Ce terme peut donc se traduire par « pouvoir d'Enlil » ou bien « suprématie divine ». Plusieurs textes commémorant d'autres dieux leur confèrent ce pouvoir, ce qui signifie que dans l'esprit de leur rédacteur le pouvoir suprême qu'exerçait Enlil leur a été transféré. Cela concerne particulièrement Marduk, le dieu de Babylone qui a supplanté Enlil en tant que divinité suprême de la Basse Mésopotamie dans le courant de la fin du IIe millénaire av. J.-C., ce qui est commémoré par l’Épopée de la Création décrivant l'ascension du dieu babylonien et la façon dont il reprend en fin de compte les caractéristiques d'Enlil. Lors de la fête babylonienne du Nouvel An, le trône d'Enlil était voilé pour signifier la perte de sa supériorité.
En effet il est possible de déceler une présence d'Enlil en Haute Mésopotamie, en particulier durant le règne de Samsi-Addu (v. 1815-1775), qui nomme sa capitale Shubat-Enlil, « Résidence d'Enlil » et transforme le grand sanctuaire d'Assur en sanctuaire d'Enlil. Néanmoins il y rencontre les dieux souverains locaux. La divinité majeure qui s'apparente le plus à Enlil dans ses régions est le dieu Dagan, Dans la cité d'Assur et en Assyrie, c'est le dieu Assur qui reprend plusieurs de ses traits : ils sont fusionnés dans une figure appelée « Enlil assyrien » (Enlil Aššuru) dans une inscription et son grand sanctuaire devient une réplique de celui de Nippur, puis il prend ensuite un statut de dieu suprême similaire à celui de Marduk. Dans les mythes hourrites (découverts dans la capitale hittite, Hattusa), Enlil apparaît sous le nom Ellel et fait partie du groupe des divinités primordiales chassées par la jeune génération divine, menée par le dieu de l'Orage et de la souveraineté, Teshub.

## Nippur et l'Ekur, résidence terrestre d'Enlil
Qu'il en soit ou non la divinité tutélaire à l'origine, dans les sources textuelles dont on dispose il est manifeste que Nippur (sumérien Nibru, aujourd'hui le site de Nuffar) est la ville d'Enlil ; à partir du début du IIe millénaire av. J.-C., son nom est d'ailleurs souvent écrit par le logogramme EN.LÍLKI, ce qui peut être lu « Ville d'Enlil ». Le grand temple d'Enlil dans cette cité est appelé Ekur, « Maison-Montagne » (é.kur). Suivant les conceptions religieuses mésopotamiennes reflétées par son nom cérémoniel, il est conçu comme étant la résidence terrestre du dieu, dont la présence est attestée par sa statue de culte qui est centrale dans le culte. 
L'origine de l'Ekur est difficile à déterminer. Il pourrait avoir été construit dans le courant de la première moitié du IIIe millénaire av. J.-C., les plus anciens travaux connus ayant été accomplis sous le patronage du roi Mesannepada d'Ur vers le milieu de ce millénaire, période pour laquelle on sait par les tablettes exhumées à Fara et Abu Salabikh qu'Enlil figure déjà parmi les grandes divinités de Basse Mésopotamie. Ce sanctuaire devient progressivement l'un des plus importants de cette région, voire le plus important, les cités sumériennes ayant peut-être organisé l'approvisionnement de son culte de façon collective sous une forme d’amphictyonie. Les prêtres de l'Ekur commencent à mettre au point une « théologie » propre à leur ville dans laquelle Enlil occupe une place majeure, et à la fin de la période des dynasties archaïques (c. 2400 av. J.-C.) elle atteint un stade de prééminence. 
Sous l'Empire d'Akkad qui exerce ensuite son hégémonie sur la Mésopotamie, l'Ekur reçoit l'attention des souverains qui font reposer leur légitimité sur le fait qu'ils sont les élus d'Enlil. C'est en particulier le cas Naram-Sîn, qui fait reconstruire le temple, comme nous l'apprennent les tablettes de cette période : il fait notamment réaliser une porte monumentale à la décoration somptueuse, avec des statues et ornements en cuivre, or et argent. Le reste de la documentation de cette période concerne la gestion du sanctuaire et de son vaste domaine, qui est séparée de celle du reste de la ville de Nippur. La tradition mésopotamienne postérieure, celle de la Malédiction d'Akkad déjà évoquée, considère au contraire que ce roi a détruit ce temple.

Plan de l'Ekur : 1. Ziggurat 2. « Temple cuisine » 3. Chapelle de la cour sud-est.

C'est sous la troisième dynastie d'Ur (c. 2112-2004 av. J.-C.) que la prééminence de l'Ekur sur les autres grands sanctuaires sumériens est incontestée. Ur-Nammu fait à son tour agrandir le sanctuaire, et y fait construire une ziggurat, nommée « Maison-lien du Ciel et de la Terre » (é.dur.an.ki). Le sanctuaire d'Enlil est alors regroupé dans une enceinte sacrée organisée autour de deux grandes cours, la première comprenant une chapelle ; la seconde cour comprenant la ziggurat et un petit édifice destiné à la préparation des offrandes alimentaires (appelé « temple-cuisine »). L'emplacement exact de la chapelle abritant la statue de culte d'Enlil n'est pas clair ; elle se trouvait peut-être dans le temple construit au sommet de la ziggurat. Le rôle cosmique du sanctuaire est célébré dans l'hymne Enlil dans l'Ekur :

« Enlil, quand tu as délimité les espaces sacrés, tu as aussi construit Nippur, ta propre ville. Tu [...] le Ki-ur, la montagne, ton lieu pur. Tu y as fondé le Dur-an-ki, au milieu des quatre rives de la terre. Son sol est la vie du Pays (de Sumer), et la vie de tous les pays étrangers. Ses briques sont d'un rouge brillant, ses fondations sont en lapis-lazuli. Tu l'as fait scintiller au loin dans Sumer, comme si c'était les cornes d'un taureau sauvage. Il fait trembler de crainte les pays étrangers. Pendant ses grandes fêtes, les gens passent leur temps dans l'abondance. »

— Enlil dans l'Ekur, l. 65-73.
Nippur est une des résidences des rois d'Ur III, qui semblent s'être fait couronnés dans l'Ekur, marquant ainsi le fait qu'ils avaient été élus par Enlil pour exercer la royauté. Ils pourvoient ce dieu et sa parèdre Ninlil en riches offrandes rappelées dans leurs noms d'années (les années étant alors nommées en fonction des événements jugés les plus marquants qui avaient eu lieu l'année précédente), et des hymnes dont Shulgi et la barque de Ninlil, célébrant la construction d'une barque sacrée par le roi Shulgi pour la déesse et la procession festive qui s'ensuit.
Après l'effondrement du royaume d'Ur, Nippur reste le principal centre religieux de Basse-Mésopotamie. Aucun souverain n'arrivant à exercer une hégémonie durable durant les deux premiers siècles du IIe millénaire av. J.-C., marqués en particulier par la rivalité entre Isin et Larsa, la domination de cette ville devient un enjeu symbolique majeur, car le roi dominant Nippur et se faisant couronner dans l'Ekur pouvait prétendre à un avantage car il recevait la bénédiction d'Enlil. Quand c'est Babylone qui réussit à exercer l'hégémonie sur la Mésopotamie dans les années 1760 sous l'impulsion de Hammurabi, la prééminence d'Enlil n'est pas remise en question, mais l'abandon de Nippur (avec la autres grandes cités sumériennes) après 1720 pour des raisons économiques, écologiques et peut-être en partie politiques précipite le déclin du culte de l'Ekur.
Durant les années de son apogée durant les derniers siècles du IIIe millénaire av. J.-C. et le début du IIe millénaire av. J.-C., on trouve dans le complexe de l'Ekur des sanctuaires et des chapelles consacrés à des divinités faisant partie du cercle divin d'Enlil, à commencer par sa parèdre Ninlil, les deux partageant notamment un temple appelé é-kur-igi-gal, quelque chose comme « Maison, montagne douée de vision ». Son fils Ninurta et son vizir Nusku ont eux aussi des sanctuaires importants à Nippur. L'Ekur comprend également d'autres aspects du dieu, liés à un sanctuaire secondaire, Enlil-kur-igigala et Enlil-urumah-anki. Des noms d'années des souverains d'Isin commémorent également des symboles/étendards du dieu qui sont divinisés, Enlil-adahani « Enlil est mon secours » et Enlil-me-ša. L'Ekur est alors dirigé par un clergé particulièrement influent dont les écrits ont souvent triomphé sur les « théologies » des autres grands centres religieux sumériens, Nippur étant alors un centre intellectuel et scolaire de premier plan qui a exercé une influence considérable sur la tradition religieuse et lettrée mésopotamienne. Le personnel cultuel d'Enlil est dirigé par un grand-prêtre ou prêtresse (en), suivi par un autre personnage important au rôle mal déterminé, le lagar. Plusieurs spécialistes du culte viennent ensuite, notamment ceux chargés des rituels d'offrande aux statues de culte symbolisant la présence réelle des divinités dans le temple : les purificateurs (išib) qui assurent la pureté de la statue et des objets des dieux (trône, bateau, etc.), les spécialistes des offrandes alimentaires et prières (nueš), les personnes préposées aux vêtements et rites de lustration (gudug). L'administration du temple, notamment la gestion de son vaste domaine agricole, était placée sous la responsabilité d'un grand administrateur (sanga) qui semble avoir disposé d'une relative autonomie par rapport aux gouverneurs de Nippur. 
Le culte de l'Ekur reprend sous la domination des rois kassites de Babylone après 1400 av. J.-C., période durant laquelle Enlil perd peu à peu sa prééminence face à Marduk. Il n'empêche que Nippur reste une cité prospère et l'Ekur avec elle, et reste un des principaux lieux de culte du sud mésopotamien durant le millénaire suivant. 
Aux époques néo-babylonienne (626-539 av. J.-C.) et perse (539-331 av. J.-C.), l'administration de l'Ekur, dirigée par une assemblée collégiale de prêtres, centralise même le culte des autres temples de Nippur. Le fonctionnement du culte est attesté jusqu'au IIe siècle av. J.-C. sous la domination des Séleucides, après quoi l'Ekur connaît un déclin, que ne partage pas Nippur qui au contraire est en phase de croissance durant les premiers siècles de notre ère. C'est sous les Parthes (125 av. J.-C.-224 ap. J.-C.) que la fin de ce sanctuaire est entérinée par l'érection d'une forteresse sur ses ruines.